# Tyrol Południowy

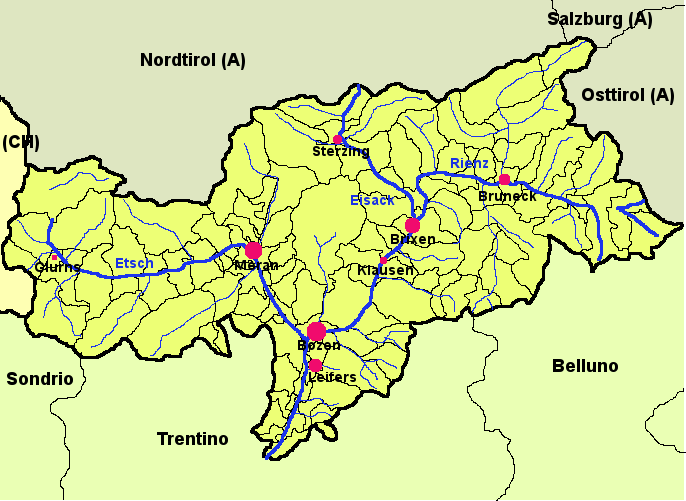
Mapa Tyrolu Południowego

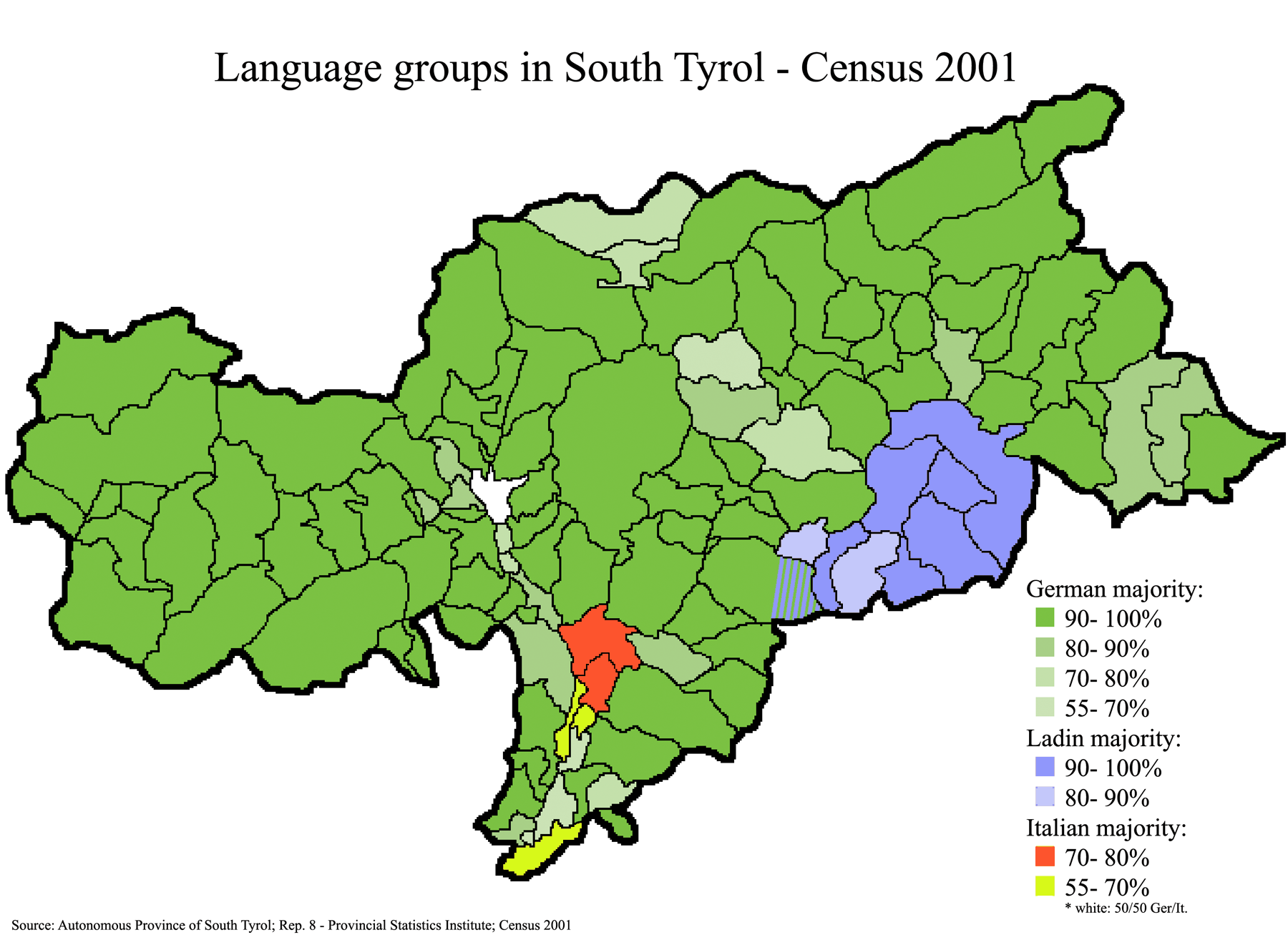

Tyrol Południowy albo Górna Adyga (niem. Südtirol, wł. Alto Adige) – historyczna część Tyrolu położona na południe od głównej grani Alp, zamieszkana przez ludność tyrolską, włoską i ladyńską. Najważniejszym miastem, a zarazem stolicą prowincji, jest Bolzano.

## Historia
Do 1919 roku Tyrol Południowy stanowił część austriackiego kraju koronnego Tyrol. Na mocy traktatu pokojowego w Saint-Germain został wcielony do Włoch wraz z Trydentem jako region Trydent-Górna Adyga.
Po dojściu Mussoliniego do władzy we Włoszech nastąpiła przymusowa italianizacja niemieckojęzycznej części Tyrolu Południowego, powodując głęboki konflikt polityczny i narodowościowy. Zabroniono używania języka niemieckiego, zmieniano oryginalne nazwy miejscowości i obiektów topograficznych na włoskie, rozwiązano administracyjnie niemieckojęzyczne organizacje kulturalne i zagarnięto ich majątek. Dochodziło nawet do ustalanych drogą administracyjną zmian oryginalnych nazwisk rodowitych mieszkańców na włoskie. Czynny opór rdzennej ludności spowodował surowe represje władz. Miejscowych urzędników i nauczycieli zwalniano, zatrudniając ludzi z innych rejonów Włoch, co spowodowało w 1925 roku powstanie podziemnego, niemieckojęzycznego szkolnictwa. Rozpoczęto wielką rozbudowę stolicy prowincji, Bozen, które miało stać się nowym, włoskim Bolzano – w mieście osiedlono tysiące włoskich robotników.
W 1939 roku, w wyniku umowy Hitlera z Mussolinim, miejscowa ludność niemieckojęzyczna stanęła przed opcją wyboru między emigracją do Rzeszy a pozostaniem na miejscu, godząc się w ten sposób z italianizacją. Wybór ten spowodował głębokie podziały wśród społeczeństwa i zapaść gospodarczą, gdyż ponad 80% Tyrolczyków zdecydowało się na emigrację, zyskując później opinię nazistów (wybuch wojny sprawił jednak, że z emigracji skorzystało stosunkowo niewiele osób). Z kolei ci, którzy pozostali, byli piętnowani przez Niemców jako zdrajcy. Pełna wymiana ludności i italianizacja nie powiodła się jednak, a po zakończeniu wojny większość emigrantów powróciła do Południowego Tyrolu.
Problem statusu niemieckojęzycznej ludności Tyrolu Południowego stał się przyczyną długotrwałego konfliktu austriacko-włoskiego, a miejscowa ludność uciekała się nawet do ataków terrorystycznych na przedstawicieli państwa włoskiego oraz włoskiej infrastruktury – niszczono linie wysokiego napięcia, koszary, pomniki, dworce kolejowe. Ich apogeum nastąpiło w 1961 roku – podczas jednej nocy zniszczono 37 masztów wysokiego napięcia, a w wyniku opóźnionego wybuchu jednego z zapalników zginął włoski robotnik. Członkowie organizacji terrorystycznych stanęli przed sądem, ale jednocześnie włoscy politycy przystąpili do sformułowania pakietu autonomicznego. Zatwierdzony w 1972 roku „Statut Autonomiczny Prowincji Bozen”, zwany Pakietem, gwarantujący równouprawnienie języków niemieckiego i włoskiego w całej prowincji, dwujęzyczność (względnie trójjęzyczność z językiem ladyńskim) napisów w miejscach publicznych, nauczanie w szkołach w języku niemieckim, tworzenie niemieckojęzycznych organizacji kulturalnych, rozwiązał w znacznym stopniu narodowościowe i polityczne problemy Południowego Tyrolu. Do tej pory jednak kontrowersje budzą sztuczne, włoskie nazwy wielu miejscowości z czasów faszystowskich oraz tzw. Pomnik Zwycięstwa w Bozen, gloryfikujący Mussoliniego i jego politykę.
Obecnie ze względu na duży ruch turystyczny oraz wysoko rozwinięty poziom rolnictwa (głównie sadownictwo i uprawa winnej latorośli) Tyrol Południowy jest jedną z najbogatszych części Włoch. Wraz z prowincją Trydent (ze stolicą w Trydencie) tworzy region Trydent-Górna Adyga (niem. Trentino-Südtirol, wł. Trentino-Alto Adige).